# Història d'Alacant

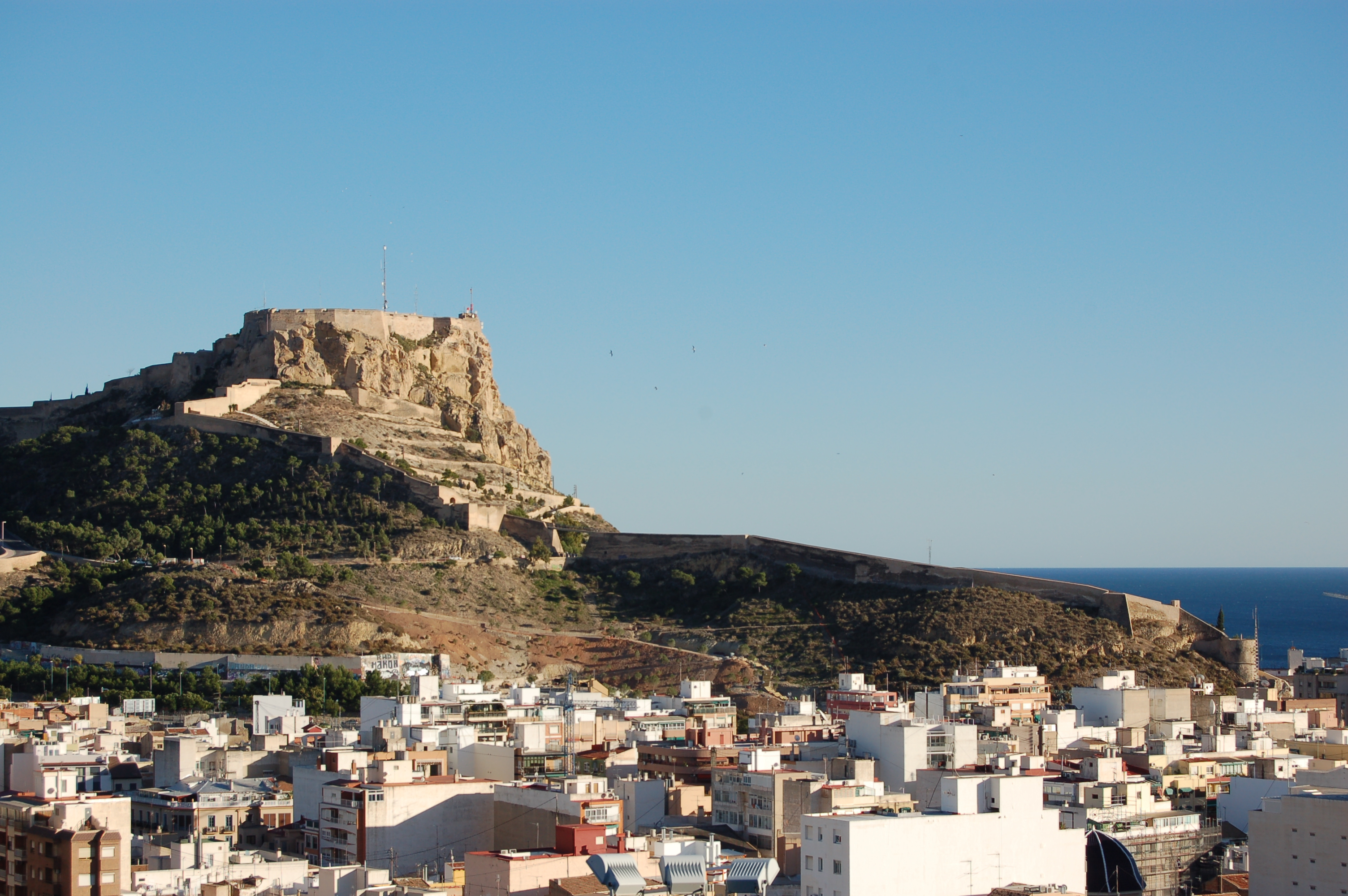
El Benacantil, amb el castell de Santa Bàrbara a dalt del cingle, domina la vista d'Alacant.

La història d'Alacant abasta milers d'anys, i comença a la localitat com un punt geogràfic d'interés militar estratègic en la costa mediterrània de la península Ibèrica des de temps antics. La ciutat és resguardada al sud-oest pel cap de Santa Pola i al nord-est pel cap de l'Horta. El complex fortificat del castell de Santa Bàrbara, les parts més velles del qual van ser construïdes al segle ix, domina la ciutat des d'una altura de 160 m dalt del Benacantil, un massís rocós elevat a la vora de la mar.
Els primers assentaments humans al terme municipal actual d'Alacant són de poble iber. Des d'aleshores, l'han habitat successivament fenicis, grecs, romans i romans d'Orient, gots, així com pobles hispànics, àrabs i africans. Alguns dels assentaments més primerencs van tenir lloc a les costeres del Benacantil. Com a part de la província romana d'Hispània sota el nom de Lucèntum, la República romana i, més tard, l'Imperi romà hi va establir el seu govern.

## Antiguitat
Al cim del tossal de les Basses, a l'Albufereta, es documenta l'establiment d'un poblat iber cap al segle iv aC, que desaparegué cap al 230 aC, quan els bàrquides hi construïren una fortificació al tossal de Manises, en el context de la conquesta púnica del sud-est ibèric. Amb els anys, la fortificació es transformà en una estructura urbana consolidada. Segons diverses hipòtesis, els nadius podrien haver anomenat la ciutat Lakkantó en la llengua ibera dels contestans, un topònim vinculat a les formes orogràfiques de l'indret on es trobava la fortalesa. Alguns estudiosos consideren que aquest lloc podria correspondre a Akra Leuké, la ciutat esmentada per Diodor de Sicília, tot i que la identificació no és unànime. La Segona Guerra Púnica destruí la ciutat, i la població abandonà la fortificació.
Durant la Guerra de Sertori, els romans reconstruïren parcialment el lloc i, sota el govern d'August, hi fundaren una ciutat amb estatus de municipium i dret llatí, amb el nom de Lucèntum. La nova ciutat prosperà durant els primers segles de l'Imperi romà i assolí la màxima esplendor durant els mandats d'August i els seus successors. No obstant això, el regnat de Vespasià inicià un llarg període de decadència que s'estengué al llarg del segle ii. Al segle iii, els habitants abandonaren progressivament la ciutat, que perdé l'estatus municipal i s'integrà dins de la jurisdicció d'Ílici.
En algun moment de l'antiguitat tardana, part de la població es traslladà als peus del Benacantil i hi fundà un nou assentament. El nou nucli hauria conservat el nom romanitzat de Lacant, que amb el temps derivaria en la forma Laqant com a topònim fossilitzat, i que el trobem documentat al Pacte de Teodomir i considerada el precedent directe del topònim actual d'Alacant.

### Tossal de les Basses (s. V aC)

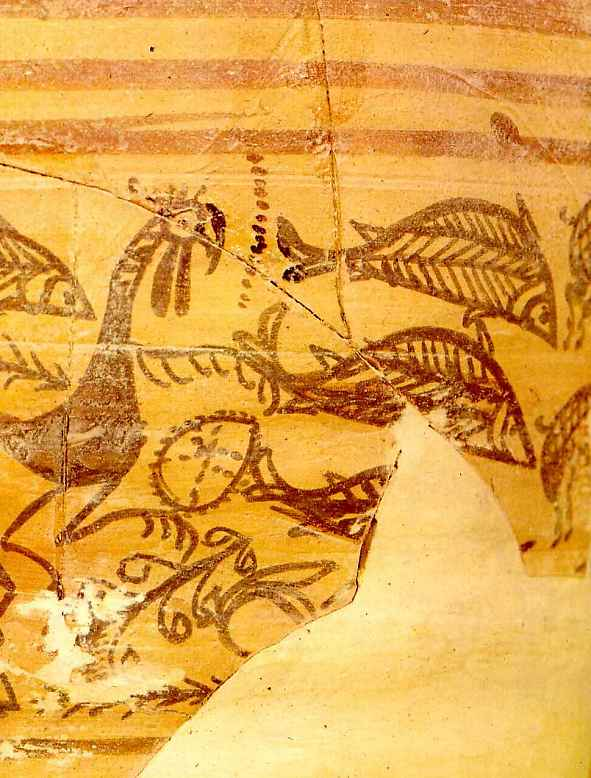
Ceràmica ibèrica. Jaciment arqueològic del Tossal de Manises, antiga ciutat ibèrica-cartaginesa-romana dAkra-Leuke o Lucèntum. Ara al Museu Arqueològic d'Alacant.

Els comerciants fenicis iniciaren els intercanvis comercials amb els ibers a bona part de la costa dels Països Catalans al segle viii aC i establiren assentaments costaners des de Sant Jaume d'Alcanar, al nord, fins a la vall baixa del riu Segura, al Baix Segura. Durant el segle vii aC, introduïren l'alfabet fenici, la metal·lúrgia del ferro i la roda de treball de ceràmica, que transformaren la cultura material ibera. Els fenicis fundaren un emplaçament comercial al tossal de Manises, mentre que la Fonteta, a uns 28 km al sud d'Alacant, esdevenia una de les ciutats fenícies més importants de la Mediterrània occidental. Des de la posició d'esta ciutat a la riba del Segura, hi controlava el comerç marítim i mantenia connexions amb les comunitats contestanes de l'interior. El llogaret estava envoltat per una muralla amb torres, construïda entre la primera meitat del segle viii aC i mitjan segle vi aC. Al segle vi aC, els grecs foceus s'establiren a la costa amb petits ports comercials, con ara a la Picola, a Santa Pola (Baix Vinalopó), on excavacions hi trobaren un nucli comercial iber amb elements arquitectònics d'influència grega, fet que suggereix una presència hel·lènica activa al jaciment.
Les troballes als cementiris del Tossal de les Basses i de l'Albufereta mostren que la convivència urbana de poblacions d'orígens diversos afavorí el desenvolupament econòmic i les connexions amb les rutes comercials de la Mediterrània. Això explicaria que els assentaments del Tossal les Basses i la Illeta dels Banyets (el Campello, a l'Alacantí) disposaven de bones connexions amb les rutes comercials de la Mediterrània a través d'instal·lacions portuàries, i el tràfec de mercaderies que transitava per al comerç marítim. Els investigadors discrepen sobre l'impacte real dels grups forans, ja que alguns consideren que fenicis i grecs impulsaren els canvis socials i econòmics dels pobles ibers, mentre que d'altres no veuen que la presència hi fos determinant. Situat a prop d'una extinta albufera, el Tossal de les Basses comptava amb instal·lacions portuàries i una muralla fortificada amb torres datades del segle v aC. Excavacions recents hi han identificat una zona industrial extramurs amb fargues, forns per fondre galena i extreure plata, així com de tallers ceràmics, que demostren la participació de l'assentament en el comerç amb altres països del mediterrani. La producció de ceràmica per a l'exportació, com les àmfores, confirma esta activitat manufacturera.

#### Akra Leuka i el comerç fenici
Estudis paleoecològics indiquen que els cultius predominants eren olives, raïm, magranes, pomes, peres i figues, que probablement s'exportaven. L'absència de cereals a la zona industrial suggereix una especialització comercial i processadora, centrada en productes com el vi, a una escala que no s'assemblava als assentaments de l'interior del sud valencià. L'evidència suggereix que diversos jaciments hi van tenir un paper important en l'economia agrària, però no se sap si tenien lloc a prop dels assentaments o si importaven productes d'arreu l'interior per processar-los i exportar-los. Els contestans establiren un altre assentament al capdamunt del tossal de les Basses al segle iv aC, on els arqueòlegs han recuperat artefactes de fusta provinents de pous destinats a l'abastiment d'aigua del poblat. Durant la conquesta púnica de la zona de la Contestània, els bàrquides cartaginesos hi fundaren una gran fortificació cap al 230 aC, que més endavant es transformà en una ciutat amb estructura urbana. El topònim original d'est assentament podria haver estat Lakkantó, probablement relacionat amb la topografia del lloc. Alguns investigadors identifiquen est nucli amb Akra Leuké, la ciutat que esmenta Diodor de Sicília.

### Tossal de Manises (s. III aC)

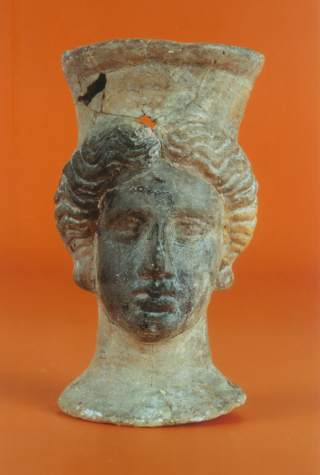
Pebeter funerari iber procedent de la necròpoli de Lucèntum

Als darrers anys del segle vi aC, els exèrcits rivals de Cartago i Roma competiren pel domini territorial de la península d'Ibèria. El general cartaginés Amílcar Barca dirigí les conquestes ibèriques entre els anys 237 i 228 aC i va establir l'assentament fortificat d'Ákra Leukḗ, o Acra Leuce (en grec antic, Ἀκρα Λευκή), que ve a significar 'ciutadella blanca' o 'promontori lluent'. a l'extrem oriental del territori sota domini cartaginés al sud-est peninsular, on avui dia es troba Alacant. És en est moment, cap al darrer terç del segle iii aC, quan es documenta la primera ocupació al tossal de Manises, amb la construcció d'aquest fortificat púnic que, si bé inicialment tenia una funció militar, enjorn la transformaren en un nucli urbà fortificat. Esta nova ocupació comportà l'abandonament de l'anterior assentament iber del tossal de les Basses, i és probable que els habitants d'Akra Leuka s'hagueren reallotjat al nou assentament púnic, per l'avantatge de què disposava de tenir un port funcional amb accés a la mar.
Els púnics anomenaren el nou enclavament Acra Leuce, segons explica Diodor de Sicília, qui relata com Hamílcar Barca hi alçà un campament militar durant la conquesta bàrquida d'Ibèria cap al 230 aC. Tot i això, es considera que Akra Leuka podria haver estat un exònim fenici aplicat sobre un topònim iber anterior. Un teoria recent planteja que el nom original descrivia la forma del terreny: lak correspondria a 'cala', kant significaria 'tossal', i el sufix -ó actuava com a genitiu en llengua ibera, donant lloc al nom lakkantó, amb significat de 'els del tossal de la cala'. Per altra banda, Titus Livi podria haver fet referència al mateix lloc, possiblement a causa de les campanyes de Magó i Hasdrúbal, sota el nom de Castrum Album, tot basant-se en l'exònim fenici. Tanmateix, segons l'historiador Dexter Hoyos, els editors dels manuscrits alteraren el nom llatí Castrum Altum que apareix als manuscrits de Livi per Castrum Album, fet que genera la confusió errònia amb Acra Leuce.

#### Lucèntum i la llei romana

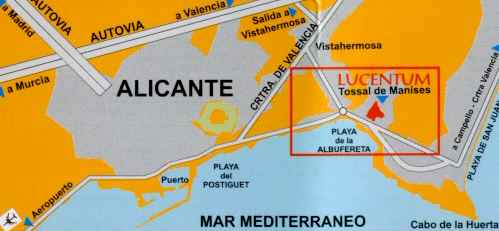
Localització de Lucèntum al tossal de Manises

L'any 209 aC, durant la Segona Guerra Púnica, una batalla arrasà l'assentament, i un incendi posterior el deixà en estat d'abandonament durant tot el segle ii aC. A principis del segle i aC, en el context de la Guerra de Sertori, el nucli urbà va ser reconstruït. Esta vegada, però, el procés donà pas a un desenvolupament urbà estructurat fins que les autoritats ordenaren la construcció del primer fòrum i refundaren el municipi romà de Lucèntum (pronunciat [lʊˈkɛntʊ̃] / lukéntũ, 'la lluenta'), potser cap al 26 aC, a prop del començament del regnat d'August. El topònim apareix per primera vegada en inscripcions i llibres d'història en aquesta època, i apareix en fonts antigues ha estat col·locat en el passat per historiadors posteriors en diferents punts d'Alacant, però la historiografia ha acceptat la localització al tossal de Manises des de la dècada de 1990.
Des d'aleshores, s'inicià la planificació i edificació progressiva de la ciutat, que s'allargaria fins a les primeres dècades del segle i dC. Malgrat esta puixança inicial, però, la ciutat començà a decaure sota el regnat de Vespasià, al segle i, quan les autoritats desatengueren les tasques de manteniment de la claveguera del fòrum o de les termes de Popili. Durant els segles i i ii tenen lloc espolis i abocaments a la zona del fòrum fins que, al segle iii, es produeix l'abandonament definitiu de la ciutat i Lucèntum perdé l'estatus jurídic com a municipium. En conseqüència, el territori passaria a integrar-se dins del municipi romà d'Ílici, l'actual ciutat d'Elx, que havia absorbit el comerç de Lucèntum, atés que la ciutat il·licitana tenia millors comunicacions per aigua i terra perquè es trobava de pas a la Via Augusta.  Tot i així, el topònim deu haver sobreviscut lligat al lloc, ja que al segle vii el geògraf de Ravenna esmenta «Lucentes». Les restes de comestibles del període romà tardà trobades per l'arqueòleg Paul Reynolds a l'actual zona urbana de Benalua inclouen ordi despellorfat, forment, llentilles i pésols, pinyons, préssecs i raïm. També hi ha recuperat rastres de salsitxa i blat de moro, plantes que creixen a la maresma i que s'utilitzaven per fer flux de sosa per a la fabricació de vidre.

## Edat mitjana
Després del col·lapse de les estructures municipals romanes de Lucèntum, el territori de l'actual Alacant restà vinculat administrativament i eclesiàsticament al municipium d'Ílici durant l'etapa d'influència romana d'Orient i visigòtica, que es mantingué com a nucli rector de la regió durant bona part de l'antiguitat tardana. No seria fins a la seua integració en el Xarq l'Andalús, a partir del segle viii, quan la zona experimentà un progressiu reviscolament urbà, especialment al voltant del nucli fortificat (hisn) del Benacantil, origen de la futura madīna de Laqant. Aquest període d'estabilitat i desenvolupament s'allargaria durant diversos segles, fins a la conquesta cristiana d'Alacant al segle xiii (pels reis Alfons X el Savi en 1247, i Jaume I el Conqueridor en 1265), i que acabaria amb la seua incorporació definitiva al Regne de València en 1296. No obstant això, la Corona de Castella i la Corona d'Aragó mantenen fins al segle xv una disputa territorial per Alacant i, en general, el sud valencià, motivada per les aspiracions expansionistes de Castella que desembocaren en quatre enfrontaments militars que prenen Alacant com a camp de batalla: Amb el Tractat d'Almirra en l'any 1244, la conquesta catalana del Regne de Múrcia en 1296, la Guerra dels Dos Peres en 1356 i la guerra dels Infants d'Aragó em 1430. Finalment, el reconeixement de la importància estratègica i econòmica del nucli culminà amb l'atorgament del títol de ciutat per part del rei Ferran el Catòlic l'any 1490.

### Benacantil i els Antigons (s. VI–VIII)
Després de la caiguda de l'Imperi Romà d'Occident, l'Imperi Romà d'Orient inicià un període d'expansió territorial sota el regnat de Justinià I, qui impulsà una ofensiva per recuperar els antics territoris imperials dins del marc de la política de la Renovatio Imperii. En aquest context, a partir de l'any 554, les tropes romanes establiren la província d'Espània, amb capital a Carthago Spartaria (l'actual Cartagena), i hi inclogueren dins del seu control bona part de les costes del sud-est ibèric, entre elles les ciutats d'Ílici (Elx), Eio (Elda) i Diànium (Dénia). El municipi il·licità s'hauria integrat formalment a l'Espània en l'any 555, possiblement com a resultat d'un pacte entre el rei visigot Atanagild i l'emperador Justinià, a canvi del suport militar dels romans en la guerra civil contra Àkhila.

#### Lucentes i la presència bizantina
Tot i que no s'han identificat evidències arqueològiques directes d'una ocupació romana d'Orient al jaciment del Tossal de Manises, s'han documentat indicis significatius de presència romana al barri de Benalua, especialment al jaciment dels Antigons. Les excavacions han revelat materials datats entre els segles v i vii, com ceràmica africana i monedes romanes d'Orient, a més d'una activitat industrial i portuària que podria haver-se desenvolupat paral·lelament a un nucli poblacional situat a la falda del Benacantil. Aquest conjunt d'indicis suggereix un desplaçament de la població des del tossal de Manises cap a un indret amb millors condicions defensives, possiblement identificat amb la forma romanitzada Lacant, que hauria perviscut toponímicament en època islàmica com Laqant.
La ciutat de Lucèntum havia perdut el seu estatus jurídic com a municipium romà al segle iii i el seu territori passà a integrar-se dins del municipi d'Ílici. Això és rellevant perquè s'ha documentat àmpliament la presència romana a Ílici, tant en fonts numismàtiques com en estructures urbanes, ceràmica d'importació, materials litúrgics i indicis d'una organització episcopal activa durant aquesta etapa. Per tant, si el territori de Lucentes formava part d'Ílici durant l'antiguitat tardana, cal considerar plausible que la presència romana s'estengués, almenys de manera indirecta, sobre l'àrea de l'actual Alacant. A més, fonts geogràfiques com el Geògraf de Ravenna al segle vii esmenten el topònim de «Lucentes» (pronunciat com a [luˈkentɛs]), fet que suggereix una pervivència geogràfica o administrativa d'aquest espai dins del marc romà d'Orient.
Així, el territori de l'actual Alacant hauria romàs habitat, o com a mínim hauria conservat una funcionalitat estratègica, tot i l'absència d'un nucli urbà amb estructura municipal formal. La població s'hauria desplaçat des del tossal de Manises cap a la falda del Benacantil i l'embarcador natural del Baver. Diverses hipòtesis arqueològiques i historiogràfiques plantegen que, malgrat l'abandonament de Lucèntum com a municipi romà al segle iii, el seu entorn territorial va continuar actiu durant els segles vi i vii, com mostra el jaciment costaner dels Antigons, al barri de Benalua. Amb les troballes s'ha interpretat un conjunt d'instal·lacions industrials i comercials vinculades a l'embarcador del Baver, on s'han documentat monedes romanes del segle vi. Paral·lelament, s'ha suggerit l'existència d'un petit castellum a la falda del Benacantil, amb funcions defensives i fiscals, possiblement relacionat amb el control marítim i l'activitat comercial dins de l'òrbita d'Espània A més, la zona ha proporcionat indicis de presència habitacional tardoantiga, mentre que a l'Albufereta s'han identificat diverses necròpolis —com la del Tossal de les Basses— i indicis de continuïtat religiosa que podrien reflectir una pervivència poblacional fins als primers moments de l'etapa islàmica.
No obstant això, la possible pertinença de Lucentes a Espània no pot considerar-se demostrada documentalment de forma explícita, però és altament plausible per la seua relació territorial amb Ílici i per la densitat d'indicis arqueològics atribuïts a aquest període dins del mateix terme municipal. En l'any 625, Ílici passà a mans visigodes, com a conseqüència de l'ofensiva final de Suíntila que posà fi a Espània amb la conquesta de Carthago Spartaria. Amb la conseqüent incorporació al regne de Toledo, la ciutat visqué menys d'un segle sota domini visigot en un context d'inestabilitat generalitzada, que afectà a la seua decadència urbana i pèrdua progressiva de centralitat respecte a l'antiguitat tardana. Poc abans de l'arribada dels musulmans, la població ja s'havia dispersat a cotes d'altura mitjana a Laqant, amb el sotabosc com a principal mitjà de subsistència.

### Xarq l'Andalús
Durant el domini andalusí, el tossal de Manises torna a documentar ocupacions, però esta vegada no com a poblat sinó com a maqbara. Sembla més probable, aleshores, que la Laqant andalusina ja es desenvolupara a l'altra banda de la serra Grossa, sota l'actual centre històric, sobre la base d'un assentament hispanoromà anterior que s'hauria traslladat en algun moment de l'antiguitat tardana (segles iv-viii). Per tant, el topònim no seria d'origen àrab sinó de substrat iber romanitzat.
Entre el 718 i el 1247 la vila romangué sota dominació dels àrabs, a la demarcació territorial del Xarq al-Àndalus, els quals posen de nom Medina Sagira Lqant (en àrab: مدينة صغيرة لقنت, que significa 'la menuda ciutat de Lqant'), abreujadament al-Lqant (en àrab: اَلقنت), origen directe del nom actual en valencià, Alacant, així com la forma en castellà inicial d'Alacante. També va ser coneguda amb el nom de Laqant-al-Qubra (لَقَنت الكوبرة), és a dir, 'gran Alacant', per a diferenciar-lo de Lqnt-al-Hosun ('Fortí Luqant') el qual correspon a una població diferent, el de Llutxent, a la serra d'Aitana.

#### Laqant i el regne de Todmir
Alacant fou una de les sis viles del pacte de Teodomir que van formar l'anomenat regne de Tudmir, qui ja esmenta concretament a la vila amb el nom de Laqant, la qual cosa implica que l'al-Àndalus va respectar el topònim original que els cristians hispanoromans ja utilitzaven. Durant el regnat de la Qura de Todmir, la població alacantina estava dispersa als turons que envolten el camp d'Alacant, i l'economia girava al voltant del conreu del secà mediterrani com ara el forment, l'oliva i la vinya, a més dels aliments procedents de la fauna silvestre com la mel, l'espart, el conill, el senglar o la perdiu. Cap a eixos emplaçaments de mitjana altura es desplaçaren els habitants dels menuts nuclis urbans previs, com ara dels Antigons (actual Benalua) o del tossal de Manises, que es despoblaven mentre que una reduïda guarnició musulmana s'assentava al fort del Bena'Laqantil. Pel que fa a la situació política, les autoritats andalusines respectaren els acords del pacte de Teodomir quant a la llibertat de culte, de confessions religioses relacionades amb les creences animistes i d'avantpassats familiars, mentre que el cristianisme era minoritari.
L'elit hispanogoda, un grup social molt reduït i hermètic d'origen germànic, encara havia aconseguit retenir els privilegis comercials i tributaris a Alacant, però la seua posició va ser desplaçada en relacionar-se mitjançant matrimonis amb els Balŷ, procedents dels contingents militars originaris del Llevant mediterrani i d'Egipte que s'havien assentat al balad Balansiya i a la Cora de Todmir a partir de l'any 746. Els conqueridors també van intentar aliar-se amb l'aristocràcia terratinent local mitjançant matrimonis mixtos per assegurar les noves possessions i reforçar la posició política.
Açò comportà el repoblament i reviscolament de les antigues viles romanes, mentre que la gran majoria dels muladís continuarien als poblaments dels turons a les rodalies del camp d'Alacant, com Fontcalent, la Murta, el Maigmó (Agost) o l'ereta del Benacantil. Els privilegis de l'aristocràcia local arribaren al seu punt final en la derogació del Pacte de Teodmir per l'emir Abd-ar-Rahman I, després de vèncer a Abd-ar-Rahman al-Fihrí en la badia d'Alacant, on havia desembarcat amb tropes procedents d'Ifríqiya amb la intenció d'invadir l'al-Àndalus en favor del Califat Abbàssida.

#### L.q.nt durant el califat de Còrdova
L'antic regne de Tudmir passaria ara a ser una província de l'emirat omeia de Còrdova, com a Cora de Tudmir, i a Alacant l'elit era, per tant, pro-omeia. Destruïts els ports de València i de Cartagena per Abd-ar-Rahman I, el port de la medina Laqant seria l'únic actiu al segle ix en la façana entre el Delta de l'Ebre i Almeria. És quan comença a haver-hi un poblat estable a la falda del Benacantil, on residien marins que es dedicaven a la pesca, la pirateria i el tràfic d'esclaus blancs amb Ifríqiya. De fet, del seu port partiren alguns dels que fundaren Petxina. Durant el govern de Muhàmmad I la medina comença adquirir importància estratègica gràcies al reviscolament comercial de la Via Augusta i per la inexpugnabilitat del seu castell. Els emirs dividiren el balad Balansiya en dos divisions administratives: Al nord encapçalada per Xàtiva a la mamlaka Balansiya, que formaven les regions nord i central; i la regió del sud era la terra de Todmir, la mamlaka Mursīyyah encapçalada per Kalyusha, i on es trobava integrada Alacant, que esdevendria en el seu port.
Entre els anys 880 i 918, la classe dominant laqantina mostrà connivència amb la rebel·lió d'Úmar ibn Hafsun, ja que estava força relacionada amb l'antiga aristocràcia visigòtica, origen que compartien amb Ibn Hafsun. A més a més, els muladís també hi recolzaven la causa, que patien de tributs excessivament alts que l'emirat els feia pagar per a poder pagar els sous dels exèrcits professionalitzats. Així, després de sufocar les revoltes del saqlabí Ibn Hafsun, Abd-ar-Rahman III proclama el Califat de Còrdova i, amb l'ajuda de berèbers assentats a Kunka, pren Kalyusha i reconeix a Muhammad ibn Abd al-Rahman al-Xaikh al-Aslami com a governador de Callosa en l'any 924. Est és l'origen de la dinastia dels Banu Xaikh, una família els membres de la qual es consideren els primers individus històrics que es coneixen per la seua vinculació amb Alacant.

#### al-Lqant durant l'emirat de Dàniyya

Els saqlabís separaren Laqant (i tota la balad Balansiya) del Califat de Qúrtuba en el.

Els intents de reconstruir l'esplendor de l'emirat de Qúrtuba duraren poc. En 1014, el saqlabí Mujàhid al-Amirí proclama l'Emirat de Dàniyya, a la qual incloïa també les illes Balears, i situa l'emirat d'Al-Mariyya sota la seua òrbita, en ajudar a la seua independència a un altre saqlabí aliat, Khayran al-Fatta. En l'any 1021, les ciutats d'Elx, Alacant i Oriola passen a ser territori sota sobirania de Dàniyya. Durant el govern dels Banu Mujàhid Alacant va gaudir del lliure comerç que pivotava el control naval i comercial de Dénia en el Mediterrani occidental. També hi augmentà el benestar social i hi hagué avenços culturals i científics en un context de política pacífica amb els emirats veïns de Mursiya i Dàniyya. Fins i tot hi havia bones relacions amb el Comtat de Barcelona.
Al segle xi, segons el cronista al-Idrissí, Alacant ocupava el vessant del Bena'Laqantil de cara a la mar, encerclada per muralles que s'enfilaven fins a l'alcassaba que hi havia al cingle, ben guarida de tropes. Eixa fortalesa esdevendria més tard en l'embrió de l'actual castell de Santa Bàrbara, i des de dalt vigilava i protegia una vila pròspera amb un suq o soc, una gran mesquita amb púlpit i un minbar. El sòl fora muralles era fèrtil i produïa abundants fruits i llegums, figues i raïm, i pel port s'exportaven cordatges fets amb espart i sosa i s'hi construïen vaixells de pesca i comercials. La principal porta d'accés, anomenada porta Ferrissa, estava flanquejada per dues torres, de les quals encara se'n conserva una gran columna de pedra en l'edifici municipal que es troba al carrer de Jordi Joan com a vestigi; i connectava amb l'actual carrer de la Vila Vella, que era l'artèria principal de la medina, amb una altra entrada a l'extrem oposat, el portal Nou.
La xarxa defensiva es completava amb diverses torres de vigilància: de la torre de la Pólvora es conserva la base poligonal a l'actual plaça del Pont. Dins de la medina, de traçat irregular i adaptada a les costeres del Bena'Laqantil, hi havia els elements típics d'una ciutat andalusina, com ara la mesquita major que es trobava on hui dia s'alça l'església de Santa Maria; i uns banys públics, a més d'habitatges d'una sola planta i tallers artesanals. A més, la població havia començat a assentar-se més enllà el recinte emmurallat, formant un raval extramurs a la zona de l'actual Ajuntament, on s'arribà a construir una segona mesquita a l'actual cocatedral de Sant Nicolau de Bari. Els historiadors especialitzats consideren que el primer cementiri podria haver estat a la plaça de Santíssima Faç (darrere de l'Ajuntament); quan cresqué el raval d'extramurs s'abandona esta necròpoli, i s'habilita una nova makbara al carrer de la Mare de Déu de Betlem, terra endins i més allunyat de la costa.
Durant est segle, la Medina Sagira Laqant esdevingué un important port d'eixida cap al nord d'Àfrica, per on connectaria el Xarq al-Àndalus amb la resta del món islàmic. Per altra banda, per terra, també esdevendria un important node per la Via Augusta que el connectava amb València, Múrcia i Andalusia, alhora que resseguint el riu Vinalopó facilitava l'accés a l'interior peninsular. Això el convertiria en un important nucli comercial i marítim relacionat amb tota l'àrea mediterrània i, per tant, en la capital d'un extens terme que disposava dels serveis que explica el cronista al-Idrissí.
El 1091 la ciutat fou conquerida per l'almoràvit Yusuf, que havia ocupat Almeria, va entrar a Múrcia, Xàtiva i finalment Dénia que va ocupar fàcilment incloent Alacant. Esta va romandre en mans dels almoràvits fins al 1145. Després va passar a Àhmad ibn Abd-al-Màlik Sayf-ad-Dawla, mort en lluita el 1146. Durant aquests segles la població laqantina estava disseminada en menuts assentaments cap a l'interior, en cotes de mitjana altura a les faldes del Bena'Laqantil, la serra Grossa, Fontcalent o, fins i tot, el Cabeçó d'Or. No va ser fins ben entrat el segle xi que comença a desenvolupar-se una estructura urbana sobre l'actual Vila Vella, tot coincidint amb la introducció del sistema tributari-mercantil sota les ordres de l'emir de Múrsiya, Abd-Al·lah ibn Iyad.
En 1147 passa a formar part dels dominis de Muhàmmad ibn Mardanix, conegut com el rei Llop, que dominava efectivament tot el Xarq al-Àndalus des de València fins Almeria, passant per Múrcia. El primitiu establiment alto-medieval és l'origen del centre urbà de l'actual ciutat, entre el barri de Santa Creu, a la falda del Bena'Laqantil, i el Raval Roig, a la costa.

#### Laqant-al-Qubra i l'emirat de Múrsiya

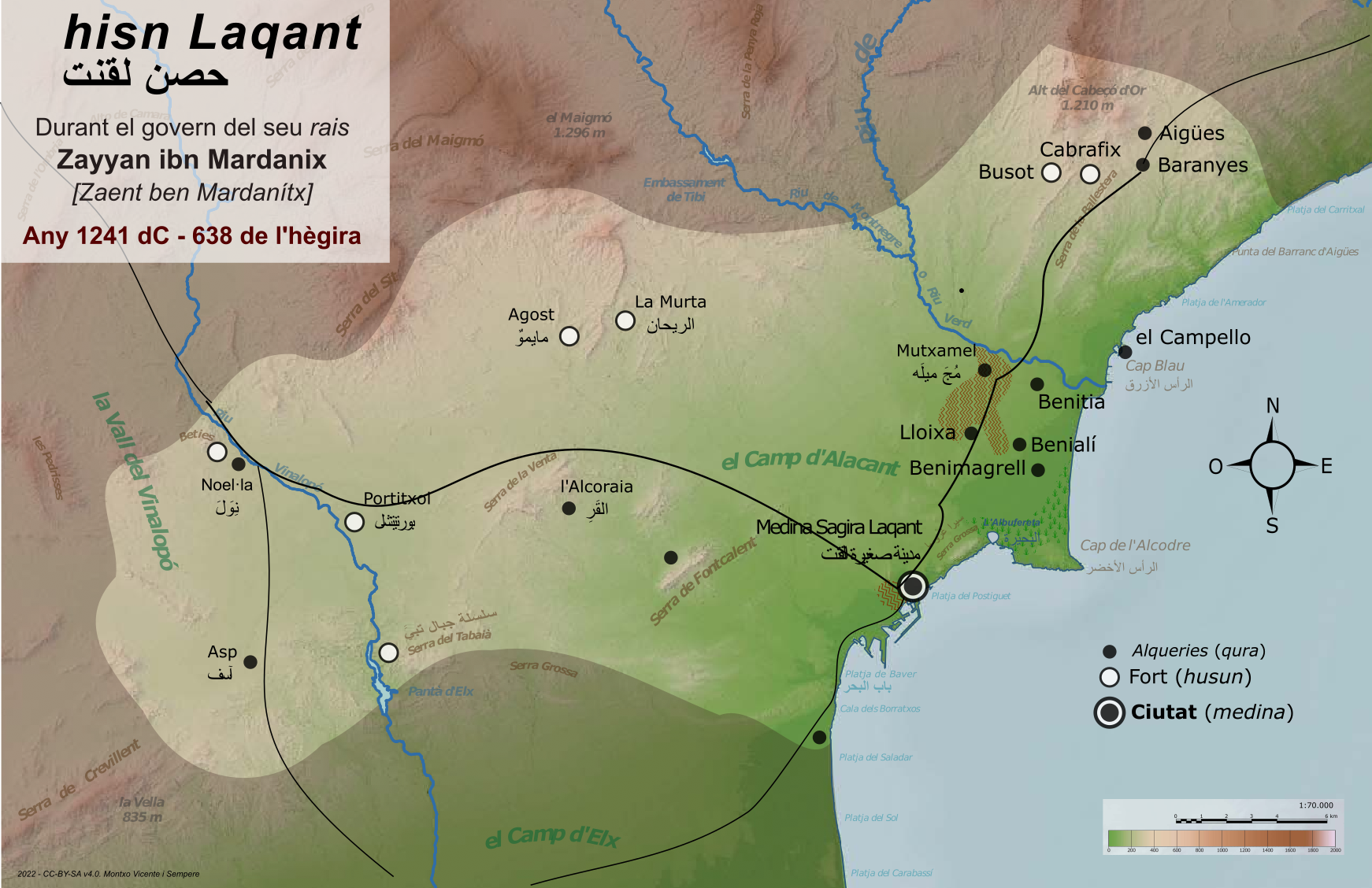
Territori administrat per lamal de Laqant, sota govern del seu últim rais, Zayyan ibn Mardanix (1241).

Posteriorment, a la mort del Rei Llop, la invasió almohade arribà a Alacant el 1171 o 1172, els quals implantaren el seu model administratiu del hisn, que va potenciar el desenvolupament urbà de la medina en tenir una àrea polivalent vinculada al seu castell principal (o amal) i, a més, també es vinculaven altres castells (o husun) i alqueries (o qura) en l'interior. Els nuclis de població se situaven en el perímetre dels camps de conreu, de ramaderia o de pesca, de manera que hi havia un equilibri poblacional entre els valls fluvials, la muntanya i la costa.
En el cas d'Alacant, el hisn Laqant era un districte administratiu del amal Medina Laqant, del qual estaven vinculats els husun de Busot, Cabrafix (Aigües), Agost, Tabaià (Asp), Portitxol (Montfort), la Mola (Novelda) i les qura d'Asp (Asf), Novelda (Niwala, dit Noel·la), Montfort (dit Nompot), l'Alcoraia, Sant Joan (Benialí), Mutxamel i el Campello. Així, l'àrea cobria una activitat econòmica important: per una banda, a l'horta d'Alacant, que va des del riu Montnegre fins a Benimagrell i el cap de l'Horta, es collien fruites (panses, garrofes, raïm, figues), així com barrella (per a fer sabó) i sal de les marjals; per altra banda, les zones muntanyenques produïen fibres vegetals del lli i l'espart, que s'exportaven a tots els països de la Mediterrània. El lli no només permetia fer teixits, sinó també fer veles i xàrcies per a l'activitat pesquera (i de pirateria) des de Laqant, que disposava d'un port natural a la riba de la platja del Baver, a mitja llegua de la medina, sortint per la porta Ferrissa cap al sud. El hisn, a més a més, també cobria una part del Camp del Vinalopó, a l'oest.
Per tant, si es té en compte que el model socioeconòmic andalusí es bastia en una relació directa (sense intermediaris subordinants, com passaria després amb el feudalisme) entre els habitants amb l'Estat islàmic, representat pel seu emir o pel seu califa, tots havien de complir un tribut anual que l'establien els funcionaris en comú acord amb l'aljama de la medina, o consell d'ancians venerables. És a dir, un sistema precapitalista tributari. A la Medina Laqant hi anaven llauradors, pescadors, ramaders i artesans per acudir al soc per intentar vendre els productes, i així era com aconseguien moneda per poder pagar eixe tribut. El mercadal a Alacant en temps andalusins (o soc, de suq) es trobava extramurs, també cap al sud, prop de l'actual plaça del Portal d'Elx, on hi havia els horts de la Sueca (nom que ve de soc, de suaqiya). A eixe soc procedien tant del propi hisn com els altres hisn propers (Alcoi, Elda, Villena o Elx), ja que el port d'Alacant permetia l'exportació dels seus productes via mar, així com via terra per la Via Augusta.
Durant el domini almohade, Alacant formava part de l'emirat de Dénia però est regne islàmic es va desintegrar amb la invasió catalana de Mallorca i la conquesta de Menorca en 1231, quedant una part unida a l'emirat de Múrsiya i una altra part, al nord, esdevingué una taifa vinculada a l'emirat de Balànsiya. Així, amb la independència dels països andalusins de l'imperi almohade, Alacant va quedar dins del segon Emirat de Múrsiya abans del 1230, en unir-se a la causa d'Ibn Hud, proclamat emir a Múrcia en independitzar-se dels almohades.

### Període feudal

#### Conquesta cristiana (s.XIII)
La Corona d'Aragó comença en 1225 la seua expansió peninsular amb l'objectiu d'arribar fins a Oriola i, amb la caiguda de València en mans cristianes en 1238, el seu emir, Zayyan ibn Mardanix (net del rei Llop), passa a ser l'arraix de la medina Laqant en 1240. Mentre intenta retenir el territori restant de l'emirat valencià que encara no havia caigut en mans cristianes, Zayyan negociaria amb Jaume I bescanviar el territori del hisn d'Alacant per l'illa de Menorca. El rei d'Aragó no en va accedir posant al mig l'excusa de les «conveniències que tenia amb Castella» arran del casament dels infants Constança d'Aragó i Manuel de Castella. En realitat, però, el rei d'Aragó s'estava reservant davant Zayyan la possibilitat de conquerir Alacant i, per extensió, la resta de Múrcia. En 1243, l'emir de Múrsiya, Bahà al-Dawla, signà el Tractat d'Alcaràs amb Castella que converteix el regne hudita de Múrcia en un protectorat vassall.
L'arraix Zayyan rebutjà el vassallatge a Castella i deslligà la medina Laqant de Múrcia, passant a una independència de facto, tot i que hauria pogut rebre ajuda des del califat d'Ifríqiya per a resistir durant cinc anys al setge militar de les forces cristianes. A més a més, d'esta manera, s'unia a la resistència andalusina que encapçala al-Azraq a les viles valencianes també sublevades contra Jaume I. La Corona d'Aragó i la de Castella signen en 1244 el tractat d'Almirra amb què substancien l'acord matrimonial tot delimitant la frontera entre el regne de València i el de Múrcia a la línia de Biar i Busot, però el sobirà d'Aragó es reservaria el dret de recuperar Alacant en qualsevol moment. Finalment, Zayyan seria l'última autoritat andalusina valenciana que partiria cap a l'exili al voltant del 1247, deixava enrere un buit de poder a Alacant, que passaria a ser governada de forma autònoma i precària per un consell d'aljama, i la defensa del seu castell passaria a mans de l'algutzir al-Azraq. Com que no està documentada la presa del castell del Benacantil, no es coneix la data concreta però els historiadors admeten que els laqantins hi devien d'haver oposat força resistència.

#### Alacant i el fur alfonsí
Els nous dominadors van expulsar a la població autòctona de la medina, dispersades per l'interior del hisn i obligades a abandonar habitatges i terres, que acabaren expropiades en favor dels nous terratinents cristians. En conseqüència, la població mudèjar alacantina s'ubicà arreu dels camps, sense cap mena de defensa ni protecció militar. Tot i això, les noves autoritats castellanes hagueren de tolerar la permanència dels autòctons ja que la política castellana de colonització de la ciutat no tenia prou força, per manca de pobladors cristians suficients. Finalment, cinc anys després de l'exili de Zayyan, apareix la primera prova documental del domini efectiu del rei castellà sobre Laqant en 1252, amb la promulgació d'un privilegi reial alfonsí que instituïa el Consell d'Alacant; es tracta d'una institució foral local que continuaria existint durant els cinc segles de la vigència dels Furs de València, fins als Decrets de Nova Planta de 1707.
El procés colonitzador era lent i es perllongà al llarg de tot el segle xiii i, encara que els detalls no són ben coneguts per la desaparició dels Llibres del Repartiment, l'estudi històric considera que vora el 80 % dels nous pobladors eren procedents de la Corona d'Aragó, sobretot de catalans. Els colons reberen tota mena de privilegis i franquícies per part del rei Alfons el Savi per tal de facilitar el seu assentament, com ara el Fur Reial (agost 1252), l'organització del govern municipal (bala, jutge, mostassaf, escrivà, repartiment d'heretats, dotació d'un extens raval, exempcions fiscals, fixació d'aranzels almoixerifat), o l'impuls del seu port, al qual se li va concedir el 1271, juntament amb el de Cartagena, l'exclusivitat d'embarcament vers a Ultramar.
Però les mesures de Castella mirant d'afavorir la vida social i econòmica d'Alacant cal interpretar-les abans com una expressió de desitjos d'Alfons el Savi, més que no com una realitat existent. La conquesta d'Alacant havia provocat una greu mancança d'artesans, mercaders, lletrats i mariners experimentats, així com d'enginyers, va fer perdre la privilegiada situació econòmica i comercial de la qual Alacant gaudia amb els andalusins, i entrà en una època de crisi econòmica i social. A més a més, els repobladors d'origen castellà eren refractaris a establir-se, mentre que els d'origen català estaven força interessats per les possibilitats de comerç a la Mediterrània i amb el nord d'Àfrica.

#### Intervenció catalana de Múrcia
Durant les rebel·lions mudèjars que s'estengueren al sud del Regne de València i per tot el Regne de Múrcia, entre 1264 i 1266, Alacant romangué lleial a les noves autoritats feudals catòliques i es va trobar immersa en una nova campanya militar jaumina. El monarca havia demanat el vist-i-plau a les respectives corts d'Aragó i de Catalunya per a intervenir militarment en Múrcia en ajuda del rei de Castella, el seu gendre Alfons X el Savi, però només aconseguí el recolzament material i financer de la noblesa catalana, mentre que la noblesa aragonesa se n'havia desentés. Així, amb un exèrcit organitzat i finançat exclusivament per les Corts Catalanes, Jaume I va assegurar definitivament el domini cristià de l'extens municipi que era aleshores Alacant, el 21 de novembre de 1265, acompanyant les seues tropes pel coll del Portitxol procedents de Montfort.
La població alacantina, tot i que exigua, ja seria presumiblement de majoria cristiana perquè va esdevenir fàcilment en el centre d'operacions, avituallament i allotjament de les tropes catalanes en esta empresa militar sobre el regne mudèjar de Múrcia. La campanya va durar fins al 1266 a l'acabar la presa de la ciutat de Múrcia i s'hi quedaren al regne vassall una població important d'origen català, de vora 10 mil persones. A Alacant, concretament, quan hi va tornar el 4 de març de 1266, Jaume I va manar que es quedaren 100 cavallers sota les ordres d'Arnal de Luna i d'Eiximèn d'Urrea, a més d'establir la ciutat com a centre d'operacions per a la vigilància de la frontera al nord, entre el regne mudèjar de Múrcia i el regne de València.
Estes forces militars complementarien la massa de colons cristians que s'assentaren la vila alacantina de la qual les mainades d'origen català esdevendrien majoria, amb alguns militars d'origen aragonés que havien participat en la campanya militar a títol personal. En acabar l'operació murciana, tal com havia acordat pel Tractat d'Almirra, Jaume el Conqueridor va mantenir la sobirania de Castella sobre Alacant, però per l'origen dels colonitzadors a la ciutat d'Alacant es parla en valencià, llengua que perdura fins a l'actualitat com a pròpia i tradicional. Esta circumstància va romandre inalterable malgrat que el rei Alfons X el Savi va continuar en el seu intent d'augmentar la població cristiana d'origen castellà, atesa la importància militar i mercantil de la vila.

### Incorporació al Regne de València (s.XIV-XV)
El rei Jaume II el Just inicia la conquesta del Regne de Múrcia en abril de 1296 com a decisió davant de l'incompliment del compromís successori que Castella havia adquirit amb el seu avi Jaume I el Conqueridor amb un acord dinàstic amb Alfons X de Castella. En conseqüència, el 21 d'abril de 1296 el rei Jaume II va recobrar de nou Alacant i el va incorporar al Regne de València, tot forçant a la residència obligatòria dels beneficiaris de la intervenció militar. Amb la partició del Regne de Múrcia entre les corones de Castella i d'Aragó, Alacant romangué definitivament en sobirania valenciana amb la Sentència Arbitral de Torrelles de 1304 i el Tractat d'Elx de 1305, que fixaren la frontera amb Castella i es comença a aplicar jurídicament els Furs de València. La Corona aplicà una política de consolidació institucional i repoblació, amb exigència de residència efectiva dels beneficiaris i l'adaptació de càrrecs municipals al model foral; així, per exemple, es documenta l'escala salarial del Justícia i l'assessor a Alacant, alineada amb la dels principals nuclis de la nova frontera meridional.
El segle xiv fou una etapa de creixement fins als anys quaranta, encara que ja el 1333, la fam es deixà sentir a Alacant, primer senyal de la crisi que s'acostava: la Guerra de la Unió (1348), la pesta negra (1348) i la Guerra dels Dos Peres (Pere I de Castella - Pere IV), entre 1356 i 1366, que al territori alacantí hi tingué un dels seus principals escenaris. La vila estigué en poder dels castellans i la seua població emigrà, morí o caigué captiva, restant buida. El 1386 la vila fou atacada durant una ràtzia de l'Emirat de Gharnata. Amb la pau s'inicià la reconstrucció social i econòmica, encara que els mudèjars pràcticament desaparegueren i els jueus foren una minoria. Pere IV dictà nombroses mesures per tal de restaurar l'economia i la pau social, encara que en 1391 no es va poder evitar l'atac contra els jueus, que van desaparèixer de la societat alacantina.

#### Vila reial i defensa de la frontera sud

Escut d'Alacant durant l'època foral (representada en 1591).

Ben aviat, Jaume II el Just convocaria a Alacant com a vila de reialenc amb representació al braç reial a les Corts valencianes de 1314, on fou una de les 27 viles convocades, a la qual hi assistiren tres representants: Pedro de Lienda, cavaller; i Guillem Bernat i Ramon de Mirambell, veïns. En la sessió del 24 d’octubre de 1329 hi comparegueren els seus síndics i signaren els “furs nous”, segons les edicions forals.  La seua participació al braç reial és recurrent en època moderna; per exemple, en les Corts de 1645 la ciutat figura entre les quatre ciutats cridades pel braç reial. A partir d'aleshores es configurà la Governació d'Oriola, peça clau per a l'organització i la defensa d'un territori fronterer que seguiria cobdiciat per Castella fins el s.XV: Estructures fiscals i militars específiques, xarxa de torres de vigilància i competències del governador per a l'ordre públic i el proveïment.  La situació de frontera, tant amb Castella com amb l'Emirat de Gharnata, condicionà l'economia i la seguretat marítima i terrestre, i obligà a mesures contínues de guaita i represa. El primer terç del segle xiv fou, amb oscil·lacions, una etapa de creixement demogràfic i urbà, tot i les tensions pròpies d'un espai militaritzat. Tanmateix, el 1333 la carestia de cereals —el conegut "mal any primer" en l'àmbit de la Corona d'Aragó— feu sentir els seus efectes també al sud valencià, anticipant un cicle de contracció.
Després de Torrelles (1304) i l’Acord d’Elx (1305), la integració d’Alacant i l’entorn meridional en el Regne de València combinà una certa «desubicació mental» —documents que encara els percebien com a murcians— amb una ràpida implantació dels furs, la moneda i les mesures valencianes; ja el 1321, testimonis declaraven que «Oriola és del regne de València i poblat a fur de València». La dualitat aflora encara el 1339 en un instrument que situa béns a Guardamar «in regno Murcie», mentre l’arribada de població catalanoaragonesa i la pràctica foral consolidaven una identitat «no diferenciada» de la valenciana septentrional. Tant és així que Ramón de Muntaner observà en la seua crònica que a Alacant, però també a Elx, Guardamar i Oriola, hi ha "vers catalans" que hi residien des de fa més de 30 anys (des de la conquesta militar de Jaume I en 1268) i que van vicular-se a la lleialtat del nou rei de seguida, qui els colmava d'avantatjosos privilegis forals.

#### Guerres contra Castella
Tant la pesta negra com la Guerra de la Unió en 1348 agreujaren la crisi, amb caiguda demogràfica, alteracions del mercat de treball i tensions fiscals i polítiques.  Poc després, la Guerra dels Dos Peres entre 1356–1366 situà el territori alacantí com un dels principals escenaris bèl·lics de la frontera meridional: La vila i el castell patiren ocupacions temporals per tropes castellanes, amb despoblament i destruccions documentades.  A principis de setembre de 1356, una esquadra de dotze galeres genoveses al servei de Pere I de Castella, junt amb el contingent reunit per l’infant Ferran, prengué Alacant, des d’on este darrer intentà imposar l’autoritat castellana fins a bona part del Senyoriu d’Oriola. La vila fou recuperada el 4 d’octubre per Francesc i Hug de Cervià, mentre que l’infant Ferran, fugit, fou aturat el 17 d’octubre a Biar i fracassà en l’intent de conquistar-ne el castell. La Guerra dels Dos Peres actuà com a catalitzador de la valencianitat d'Alacant, que es projectava fins a la frontera meridional, i la creació de la Governació d'Oriola en 1366 en fou la peça d’articulació duradora del sud valencià.
Acabada la contesa, Pere el Cerimoniós promulgà nombroses disposicions per a la reconstrucció econòmica i la restauració de l'ordre, incloent confirmacions de privilegis a la vila d'Alacant, en part per compensar pèrdues i danys de guerra. Malgrat això, la pressió militar no cessà i, el 1386, la costa alacantina patí una ràtzia procedent de Gharnata, inserida en les dinàmiques de guerra i atacs corsaris de la Mediterrània occidental en els últims anys de l'Edat Mitjana.   Socialment, el món mudèjar de la governació conegué una regressió notable al llarg del segle XIV per l'efecte combinat de guerra, fiscalitat i mobilitat forçada, mentre que la minoria jueva restà reduïda i, finalment, colpida per l'onada d'assalts del 1391, que comportà la desaparició de l'aljama alacantina com a comunitat visible. De fet, va ser amb la invasió militar de Castella durant la guerra dels dos Peres que comportà l'extermini de la població d'origen andalusí que encara quedava a l'Horta d'Alacant, per la zona de la serra de Fontcalent i el Pla de la Vall Llonga.  
En el primer terç del segle xv, sota Alfons el Magnànim, la frontera meridional es reforçà institucionalment i militarment, en què s'otorga un pes destacat a l'Orde de Montesa— i les oligarquies locals articulades al voltant del Consell d'Alacant, amb les quals assoliren el seu paper en la gestió del crèdit, del proveïment i de la defensa.  El cicle s'arrodoní amb la Guerra dels infants d'Aragó en 1429, que tingué escenaris i efectes immediats a la governació del sud valencià (Oriola, Elx, Guardamar del Segura i l'entorn alacantí), amb operacions navals i d'incursió castellanes i mesures de mobilització i abastiment per part de les autoritats valencianes. 

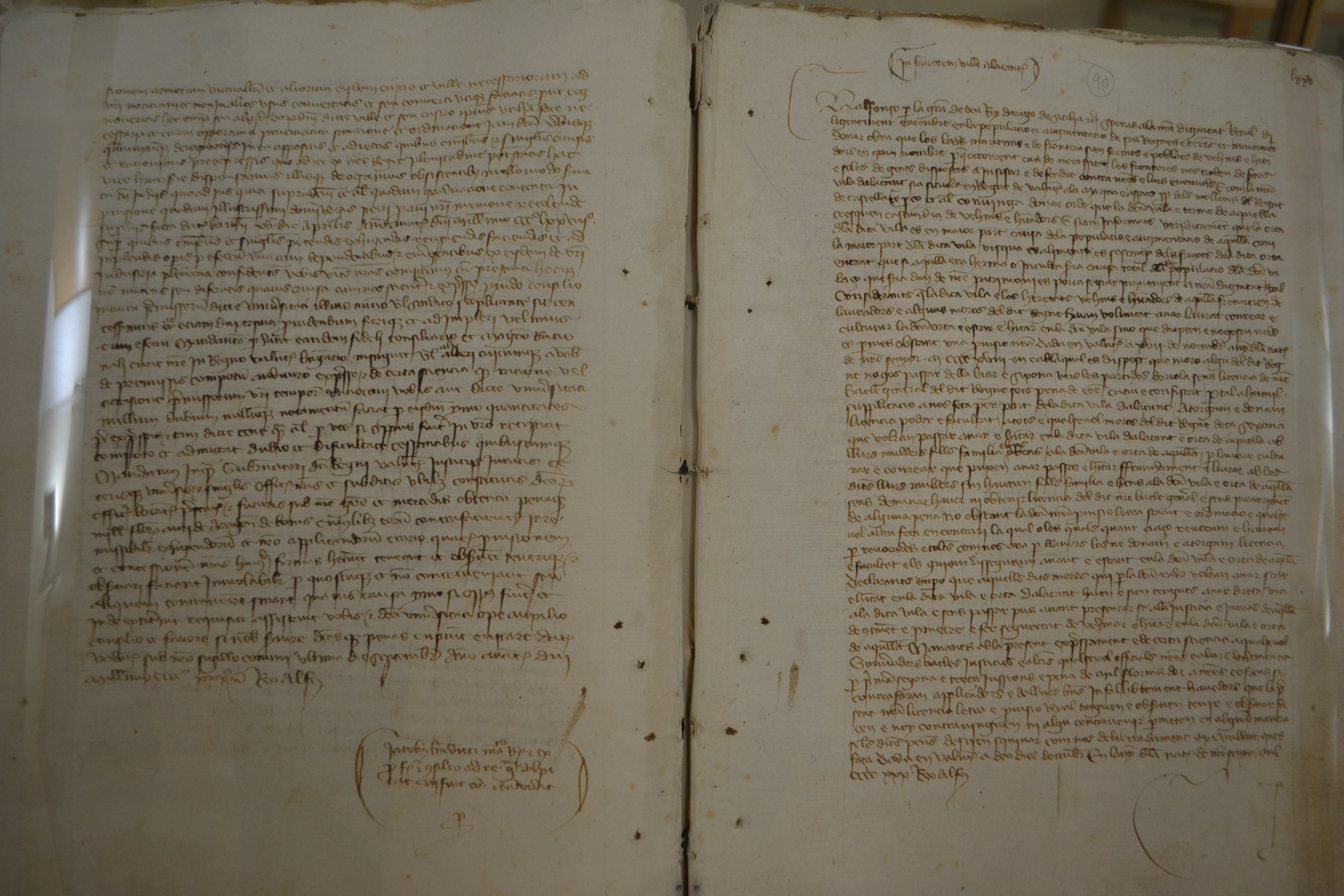
En 1430 s'autoritzà als mudèjars traslladar-se a Alacant i establir-se.

Una altra vegada més, Castella intentà prendre Alacant de nou en 1430 amb una armada marítima al capdavant de Fadrique Enríquez que desembarca en l'Horta d'Alacant i es dirigeix cap a Elx. La resposta del governador Pere Maça de Liçana, que acudí des d’Alacant amb forces de la governació d’Oriola, derrotà els castellans al Pinatar i n’avortà qualsevol intent d’assalt sobre la badia alacantina. El conflicte es clausurà amb la Tractat de Majano en juliol de 1430, que posaren fi a les hostilitats i obriren un període de recomposició política i econòmica que afavorí la ciutat durant el Segle d'or valencià.  Per exemple, el rei Alfons el Magnànim dictà a València, el 10 d’octubre de 1430, una Reial Provisió que autoritzava excepcionalment als mudèjars a traslladar-s'hi per a «passar e habitar en la dita vila d’Alacant e orta», amb la finalitat de reactivar el poblament i l’explotació agrària del terme.

## Edat moderna

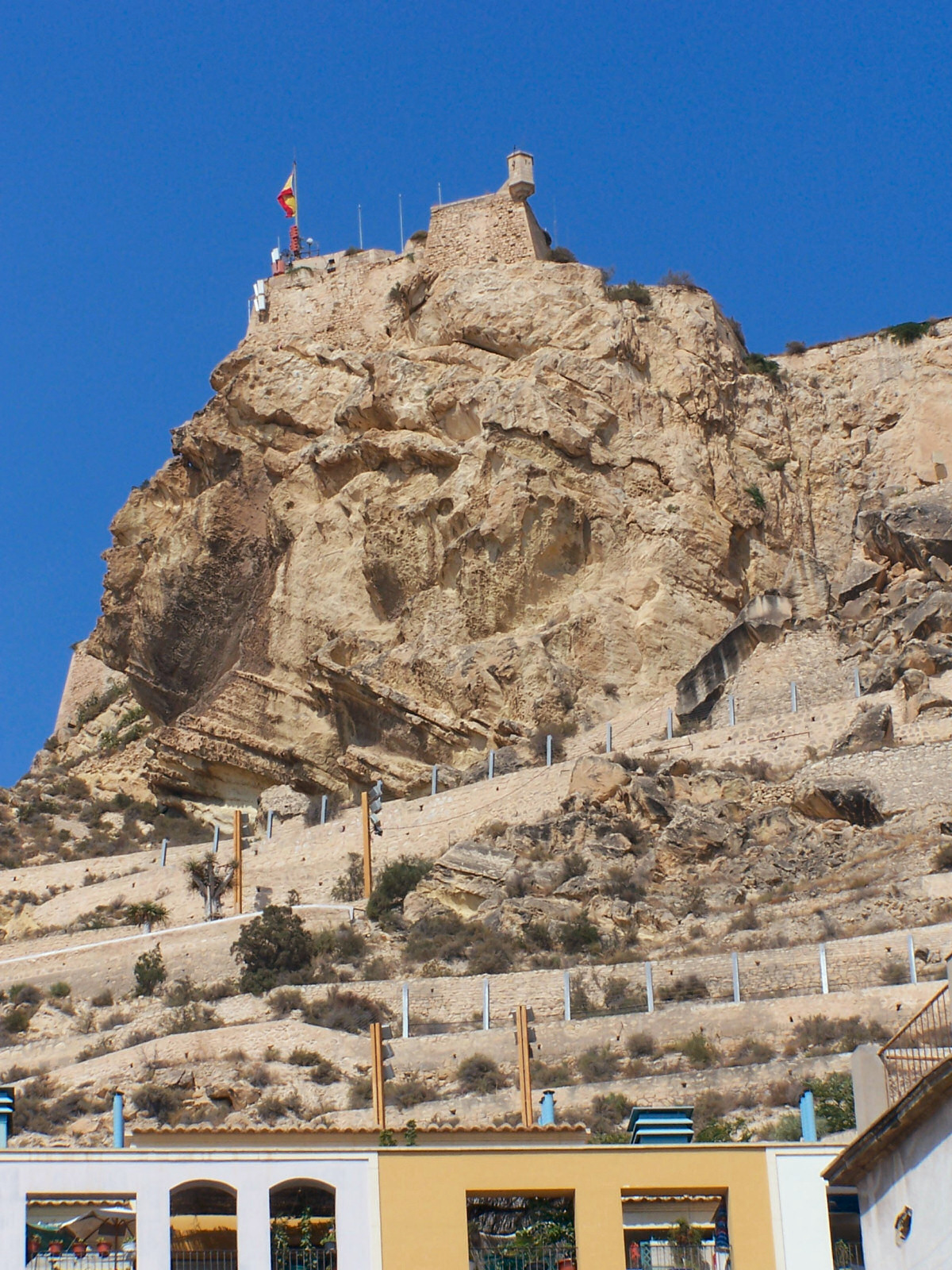
Castell de Santa Bàrbara

Durant el segle xv Alacant continuà creixent i una pròspera agricultura orientada devers l'exportació (vi, fruits secs, espart) impulsaren un notable desenvolupament del port i d'una classe mitjana que controlava el govern municipal. Hi va tenir lloc una altra invasió militar per part de Castella en 1430, de conseqüències menors que les anteriors, en el context de la Guerra dels Infants d'Aragó. La població continuà creixent i el 1490 era la quarta del regne, per darrere de València, Oriola i Xàtiva. Est progrés va servir de justificació a Ferran el Catòlic per a enlairar-la del rang de vila al de ciutat el mateix any, entre les quals també esmenta la lleialtat en la defensa militar del Regne de València front a Castella. El seu terme general incloïa els actuals municipis d'Alacant, Agost, Aigües, Busot, el Campello, Montfort, Mutxamel, Sant Joan d'Alacant i Sant Vicent del Raspeig. Ara bé, Montfort, en ser vila reial, i Agost i Busot, en ser llocs de senyoria, disposaven d'una certa autonomia.
Des de l'obtenció del títol de ciutat el desenvolupament institucional econòmic i demogràfic d'Alacant és palpable. El seu port es va convertir durant l'edat moderna en el més important de l'antic Regne de València, i va propiciar l'assentament de colònies de comerciants estrangers que van imprimir gran dinamisme al tràfic mercantil. Al llarg del segle xvi la ciutat va triplicar la seua població, i es van desenvolupar el raval de Sant Antoni i el de Sant Francesc, el més populós. La construcció de l'embassament de Tibi a finals del segle xvi va permetre d'assegurar les produccions de la propera horta, de les que el raïm —i conseqüentment el vi— s'erigí en el producte més remunerador junt amb l'espart i els fruits secs. El port a més a més es convertí en un excel·lent punt d'eixida de les llanes castellanes i en un eficaç redistribuïdor d'alguns productes colonials i de saladures arribats des del nord d'Europa.
La ciutat va tindre en esta època una gran activitat constructiva. Així doncs, segons els cronistes, el 1530 es va reconstruir un poc més a fora la muralla de ponent, a l'actual Rambla, i el 1535 es va ampliar el recinte emmurallat cap a la mar, en un espai triangular que encabiria la plaça de la Mar, actual plaça de l'Ajuntament. També es va construir llavors l'antiga casa de la ciutat, anomenada sala Nova (1536-1618), la casa del Rei (1591) i la casa de l'Assegurada (1685). Quant als edificis religiosos, es van fundar molts dels convents que arribaria a tindre la ciutat: el de Sant Francesc (1514), el de Sant Agustí (1585), el del Carme (1586), el de Sant Domingo (1597), el de les Monges de la Sang (1606 o 1607) i el de les Monges Caputxines (1674).
Arran del creixement demogràfic i econòmic, alguns llocs del terme d'Alacant van buscar obtindre una certa independència de la ciutat. Així, Mutxamel i Sant Joan i Benimagrell van esdevindre universitats reials els anys 1580 i 1593 respectivament. No obstant això, els deutes que van contraure per un descens de la població els van obligar a incorporar-se de nou al terme particular d'Alacant el 1614. En un nou intent, Mutxamel va aconseguir el títol de vila reial el 1628, però tornaria a Alacant el 1653 per problemes econòmics. Més èxit va tindre la colònia fundada el 1598 per Pere Franquesa, anomenada Vilafranquesa en el seu honor, que va mantindre la seua independència fins al 1932.
El desenvolupament econòmic va permetre a Alacant arrabassar a Oriola, el 1647, la capital de la Batlia meridional valenciana i, ja el 1785, la creació d'un Consolat del Mar independent del de València.
Alacant fou objectiu militar en tots els conflictes bèl·lics. Així, va ser pràcticament destruïda el 1691 per l'esquadra francesa que comandava l'almirall Jean II d'Estrées, i durant la Guerra de Successió l'ocuparen alternativament austriacistes i borbònics. La voladura parcial del castell de Santa Bàrbara pel cavaller D'Asfeldt va determinar l'eixida dels aliats de la ciutat i el triomf borbònic en esta banda del regne valencià. La Guerra del Francés va deixar-hi les seues seqüeles a conseqüència de la crisi de subsistència i de les despeses militars que exigí, i això que les tropes franceses no aconseguiren ocupar-la.

## Època contemporània

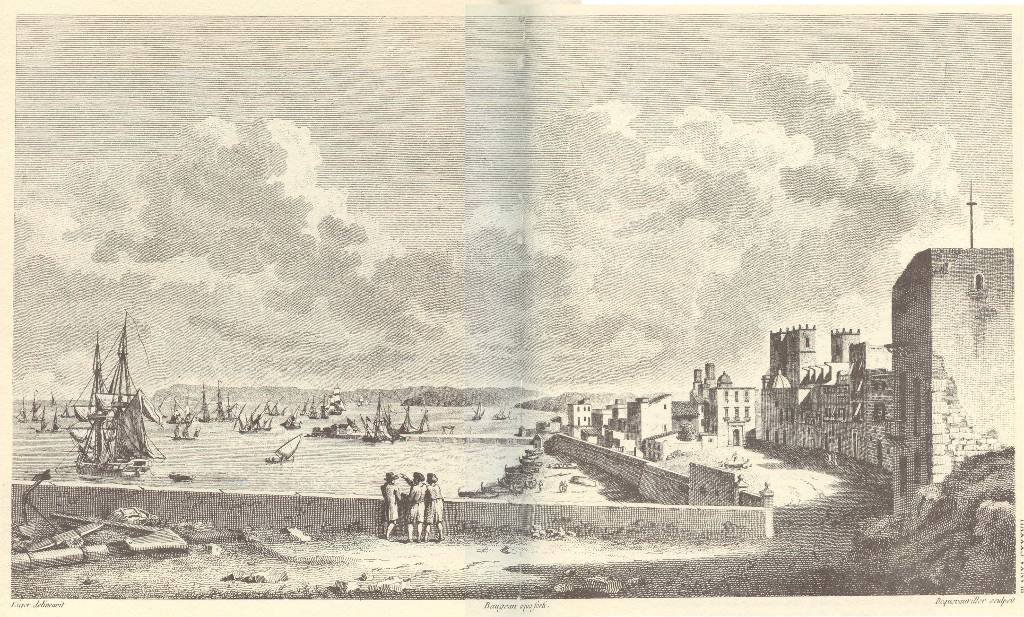
Alacant a primeries del

El tarannà obert i liberal dels alacantins es va fer palés al llarg del segle xix i d'això hi ha sobrades mostres: goig popular per la Constitució de Cadis i la desaparició de la Inquisició espanyola, grans dificultats per a conformar un batalló de voluntaris reialistes el 1824 per a reprimir els liberals, rebel·lió de Pantaleón Boné el 1844, suport a la Vicalvarada (1854) i al pronunciament de setembre de 1868 que donà pas al sexenni revolucionari que enllumenaria la I República Espanyola. El primer club republicà s'obrí a Alacant pels volts del novembre de 1868; esta tendència política triomfà a les eleccions municipals de 1870.
La província d'Alacant va nàixer com a tal a les Corts liberals de 1822. Trenta anys després s'inauguraven les obres del ferrocarril Madrid-Alacant, culminades el 1858 amb l'enllaç d'Alacant i Almansa. El trànsit del segle xix al xx mostra un lent creixement de la població a l'elevat nombre d'immigrants i a l'alt índex de mortalitat, producte de la crisi de subsistències i les freqüents epidèmies.

### Seglexx

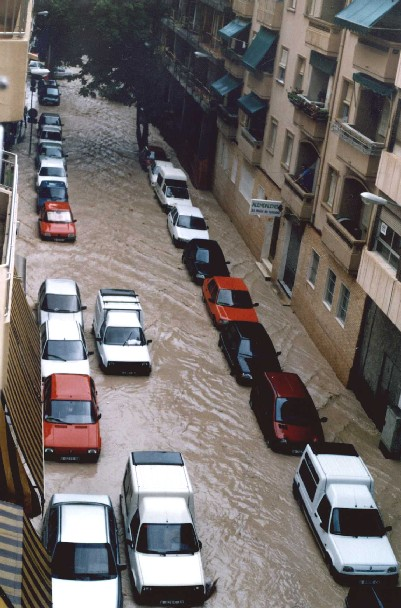
El carrer de l'Arquitecte Morell, al centre d'Alacant, en la riuada de setembre de 1997.

Durant el període 1920-1935 l'economia alacantina es va decantar devers la indústria, restant l'agricultura sumida en una segona crisi. Les eleccions generals de febrer del 1936 donaren el triomf a Alacant al Front Popular i la guerra civil desencadenada per la rebel·lió militar de juliol del 1936 va fer que la ciutat suportés les conseqüències de manera tràgica.
A l'inici de la guerra, el bàndol sublevat fracassà un intent de posar-la a setge des d'Oriola i d'altres poblacions del Baix Segura. Un altre succés d'importància va ser l'afusellament de José Antonio Primo de Rivera, que es trobava a la presó d'Alacant. Tanmateix, la ciutat va ser escenari de 71 bombardejos sobre la població civil que van causar la mort a 481 persones i l'enderrocament de 705 edificis. El pitjor atac fou realitzat pel bombardeig d'avions italians Savoia el migdia del dimecres 25 de maig de 1938, on moriren més de 300 persones, en gran part dones i nens que es trobaven fent cua al Mercat Central (vegeu Bombardeig del 25 de maig). La majoria dels historiadors actuals experts en la Guerra Civil espanyola coincideixen a equiparar-ho amb la massacre de Guernica.
No obstant això, la ciutat es va mantenir fidel a la República fins al darrer instant, i era objecte de l'estratègia de debilitament psicològic com, per exemple, el llançament de pa blanc envoltat de lemes feixistes en època de fam. En ser la darrera població a caure en mans de les tropes del general Franco, al seu port es visqueren escenes dramàtiques entre els que esperaven veixells per a sortir cap a l'exili. Al capvespre del 30 de març de 1939, entraven a la ciutat les unitats de la Divisió Littorio, comandada pel general Gambarà, amb una desfilada visiblement ostentosa davant de l'Ajuntament i els principals carrers de la ciutat.
La repressió subseqüent fou notable, principalment quan es considerà la ciutat i província com a «roja» i perillosa, veient-se obligades les mateixes autoritats del règim a combatre est sentiment. La dècada dels seixanta contemplà el fenomen del desenvolupament econòmic i el creixement demogràfic, encara que en l'àmbit polític l'estroncament era evident. La mort del general Franco el novembre de 1975 i el consegüent adveniment de la democràcia marquen, de manera clara, l'avenir de la ciutat.
El 19 d'octubre de 1982 queien 220 mm a la ciutat, un nou rècord de pluja en menys de 24 hores que va causar nombroses pèrdues materials. La rambla de les Ovelles va arribar als 400 m³/s, el seu rècord històric, i sembrà el caos al barri de Sant Gabriel, amb dos morts, cosa que va motivar que després de la riuada fos canalitzat. El 30 de setembre de 1997 es torna a batre el rècord de pluja amb 270 mm i la ciutat va sofrir les pitjors inundacions de la seua història, amb quatre morts i una altura de les aigües que en alguns barris comara  la Platja de Sant Joan o Sant Agustí van arribar a més d'un metre. Les pèrdues econòmiques van ser molt quantioses, sobretot al centre de la ciutat i les platges, cosa que va motivar un gran pla de defensa anti-riuades, l'efectivitat del qual encara s'ha de provar.

### Seglexxi
El 2018 al Ple de l'Ajuntament es va debatre si declarar la ciutat lliure de feixisme, racisme i xenofòbia. Va ser rebutjada per Ciutadans i el Partit Popular perquè volia que s'incloguera en l'enumeració el totalitarisme, l'independentisme i el nacionalisme.
El 2018 el preu mitjà de l'habitatge va superar per primera vegada en la història d'Alacant el preu de 200.000 euros.